# Tsu-Yu
Tsu-Yu (vertaald: Vrijheid) was van 1957 tot 1972 een Surinaamse krant. Het werd in het Chinees geschreven en was gericht op de Chinese gemeenschap.

## Geschiedenis
De krant werd op 5 juni 1957 opgericht door Lie A Fo (ook verbonden aan een Chinese uitzending van de Rijksvoorlichtingsdienst Suriname), Ho Feng Joe en Chung. Zij vormden een afsplitsing van de redactie van Lam Foeng. Tsu-Yu was gevestigd aan de Keizerstraat in Paramaribo op het terrein van de Chinese vereniging Chung Fa Foei Kon. Ideologisch was de krant verbonden aan Chiang Kai-shek van de Nationalistische Partij van China, Kwomintang. Bij de start werd de krant gedrukt op acht stencils. Tsu-Yu en Lam Foeng domineerden sinds die jaren de nieuwsvoorziening aan de Chinese gemeenschap. De laatste editie van Tsu-Yu verscheen in 1978.